# Carlo Bergamini
Carlo Bergamini (San Felice sul Panaro, 24 ottobre 1888 – al largo dell'Asinara, 9 settembre 1943) è stato un ammiraglio italiano.
Prestò servizio con la Regia Marina durante la prima e la seconda guerra mondiale. Fu tra le 1.393 vittime dell'affondamento della nave da battaglia Roma e gli fu conferita la medaglia d'oro al valor militare.

## L'inizio della carriera
Nato a San Felice sul Panaro, un paese della provincia di Modena, da Paolo, intendente di finanza, e da Agnese Costa Giani, Carlo Bergamini frequentò l'Accademia Navale di Livorno e con il grado di guardiamarina prima imbarcò sulla corazzata Regina Elena, in seguito prestò servizio, con il grado di sottotenente di vascello a bordo dell'incrociatore Vettor Pisani partecipando alla guerra italo turca e con il grado di tenente di vascello a bordo dell'incrociatore Pisa, dove divenne direttore di tiro, partecipando al primo conflitto mondiale, prendendo parte nel 1916 alla difesa di Valona e il 2 ottobre 1918 al bombardamento di Durazzo, dove per il comportamento tenuto in tale azione, venne decorato di medaglia d'argento al valor militare.

## I comandi
Dopo la guerra, sempre da tenente di vascello ebbe il primo comando navale, comandando una torpediniera e da capitano di corvetta divenne direttore di tiro sulla Doria. Da capitano di fregata, per la sua competenza sui sistemi d'arma, venne destinato, dal giugno 1929 al luglio 1931, alla Direzione Generale Armi ed Armamenti Navali del Ministero della Marina.
Dopo altri imbarchi su piccole unità nel 1934 venne promosso capitano di vascello e dopo essersi imbarcato prima sul Giovanni dalle Bande Nere e poi sul Duca d'Aosta, quale comandante dell'incrociatore e capo di stato maggiore della seconda squadra navale, dall'8 giugno 1937 venne richiamato alla Direzione Generale delle Armi Navali del Ministero della Marina.

## Nel ruolo di ammiraglio

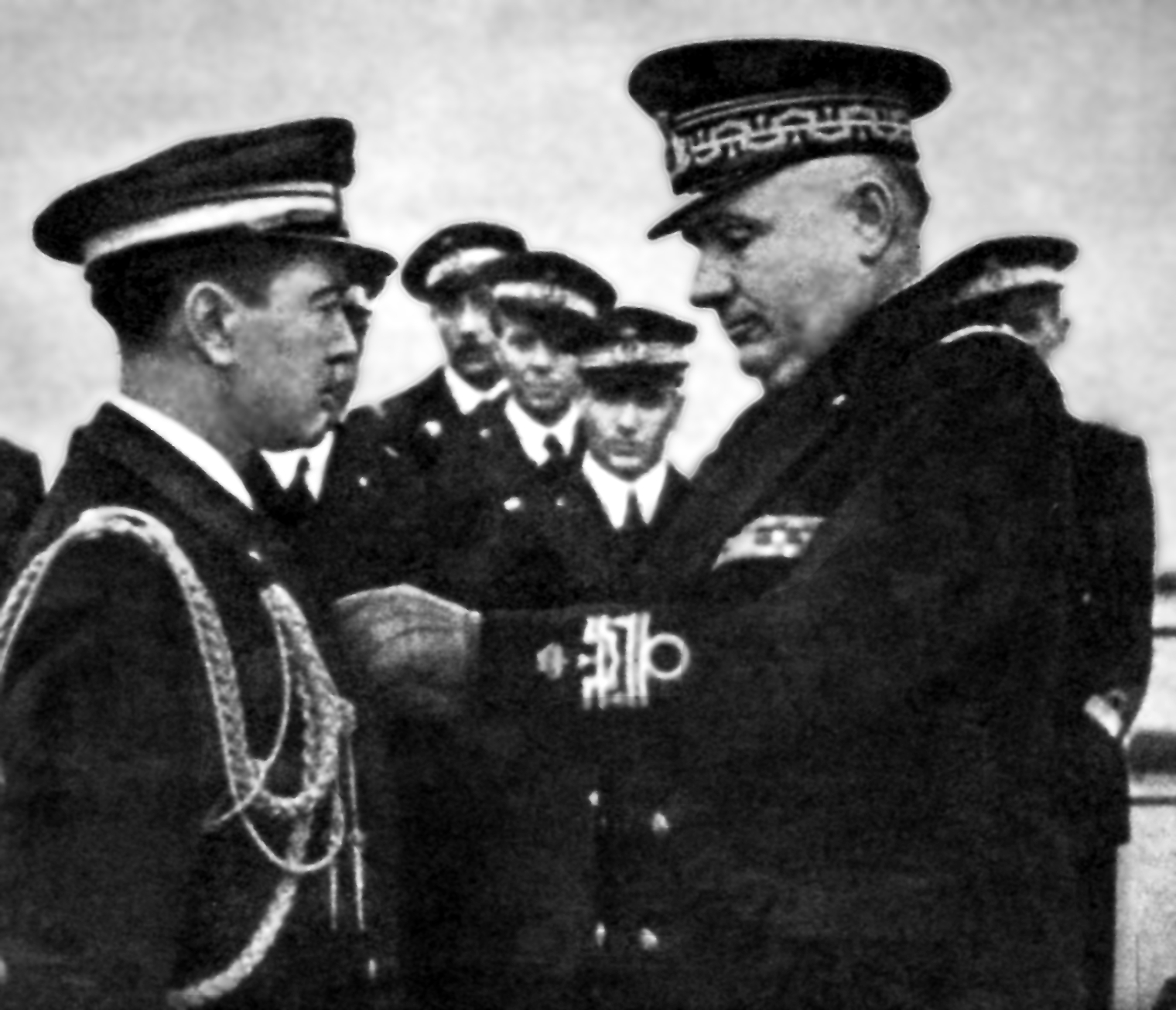
Carlo Bergamini decora un ufficiale

Promosso contrammiraglio il 1º gennaio 1938 ed ammiraglio di divisione il 1º gennaio 1939, il successivo 1º agosto assunse il comando della 5ª Divisione Navale, imbarcando il comando della Divisione prima sulla Cavour e poi sulla Giulio Cesare.
Durante la seconda guerra mondiale comandò la 9ª Divisione della flotta italiana (incarico assunto il 7 maggio 1940) e a bordo della nave da battaglia Vittorio Veneto partecipò alla battaglia di Capo Teulada del 27 novembre 1940 meritando la decorazione di cavaliere dell'Ordine Militare di Savoia.
Dopo un breve periodo a Roma fu promosso ammiraglio di squadra il 24 luglio 1941, rientrando subito a Taranto per assumere l'incarico di comandante in 2^ della Squadra navale ed il comando della 9ª Divisione navi da battaglia e l'8 dicembre 1941 assunse il comando della 5ª Divisione navi da battaglia, imbarcando sulla Duilio ed effettuando numerose navigazioni di scorta ai convogli nel Mediterraneo Centrale nel periodo 1941-43.
Il 5 aprile 1943 Bergamini sostituì l'ammiraglio Angelo Iachino e divenne comandante in capo delle forze navali da battaglia con insegna, di volta in volta, sulle navi da battaglia Littorio, Vittorio Veneto ed infine sulla Roma, nave della quale aveva progettato le centrali di tiro sin dai tempi in cui aveva prestato servizio alla Direzione Generale Armi ed Armamenti Navali del Ministero della Marina. Il suo compito era di proteggere il territorio metropolitano italiano da qualunque attacco, anche nel caso questo attacco fosse portato alla costa francese.
Dopo la caduta di Mussolini, presso La Spezia dove era il comando della Marina, iniziarono sospetti movimenti di truppe tedesche che portarono Bergamini a temere un colpo di mano per occupare la città e a sostenere la difficoltà a poter predisporre adeguate difese in città per farvi fronte.

### L'operazione Sigma
Nell'agosto 1943 l'ammiraglio Luigi Sansonetti contattò Bergamini per sottoporgli un ardito piano di attacco contro la flotta alleata ancorata a Palermo e a Bona. In realtà il progettato attacco serviva più che altro per superare gli attriti che si stavano venendo a creare con le forze armate tedesche. L'operazione prevedeva la partenza da Genova con una sosta all'isola della Maddalena in Sardegna per ingannare il nemico sulle reali intenzioni della squadra italiana e piombare infine sui porti di Palermo e Bona. Bergamini ricevute le disposizioni manifestò la sua contrarietà all'operazione contro Bona poiché difficilmente, a suo avviso, avrebbe avuto un "esito felice". Propose in seguito almeno di invertire i due reparti da impiegare utilizzando la più veloce 7ª divisione contro la più lontana Bona e utilizzando l'8ª contro Palermo. Di questi suoi dubbi parlò anche con l'ammiraglio Giuseppe Sparzani e così in serata fu contattato da Sansonetti che gli comunicò la momentanea sospensione di ogni operazione. Il 4 agosto si decise che l'operazione avrebbe visto il solo l'attacco contro il porto di Palermo in cui, secondo i ricognitori aerei, vi era un discreto concentramento di naviglio nemico.
L'operazione iniziò il 6 agosto sotto il comando dell'ammiraglio di divisione Romeo Oliva ma giunto a contatto con due unità navali statunitensi presso l'isola di Ustica, dopo aver ordinato di aprire il fuoco, fece invertire la rotta e rientrare la squadra a Napoli.
Intanto nel mese di agosto Bergamini fece presente al Comando di Marina i sempre più preoccupanti casi di diserzione del personale, soprattutto di coloro che avendo le famiglie in territori già occupati come la Sicilia abbandonano il proprio posto di combattimento per tentare il passaggio dello stretto di Messina. Di tutto ciò secondo Bergamini è colpa della stampa che non opera più una propaganda sana ed efficace, mentre:
(Lettera n°025342 di Bergamini datata 2 settembre 1943 avente per oggetto la "Disciplina degli equipaggi")

## I fatti dell'8 settembre 1943

### In attesa di ordini

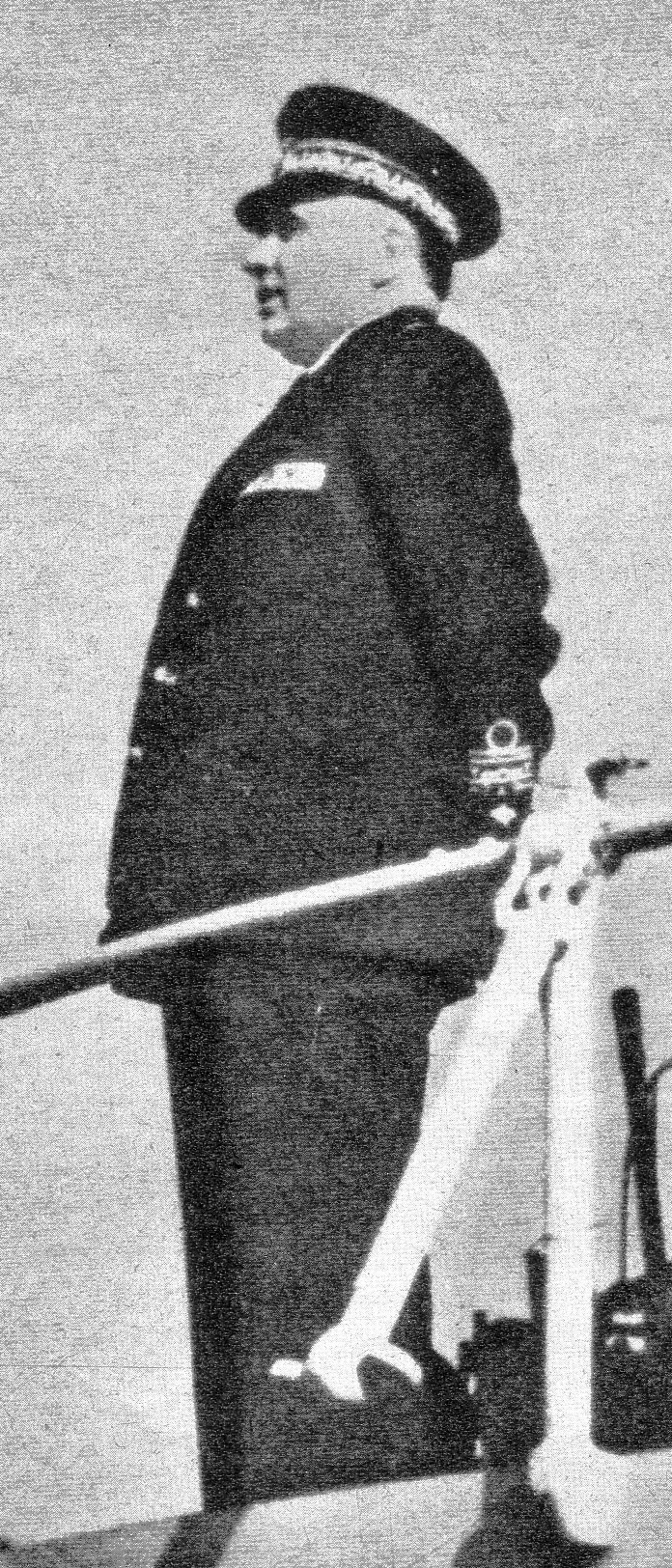
Carlo Bergamini l'ultimo discorso dell'8 settembre 1943

La mattinata del 7 settembre 1943 a Roma Bergamini fu ricevuto dal ministro della Marina e capo di stato maggiore della Regia Marina Raffaele De Courten ma non fu informato circa l'avvenuta firma dell'armistizio di quattro giorni prima, anzi, ricevette ordini di preparare la flotta per contrastare il previsto sbarco anglo-americano a Salerno e di considerare l'eventuale autoaffondamento delle navi. Nel pomeriggio avvenne un altro rapporto in cui a tutti gli intervenuti, tra cui Bergamini, fu ordinato di rafforzare la sorveglianza di tutte le navi, di sbarcare eventuali unità tedesche presenti sulle navi e di imbarcare viveri. L'8 mattina Bergamini lasciò Roma per raggiungere la propria squadra a La Spezia in vista della partenza per andare a contrastare il previsto sbarco alleato a Salerno. Appena imbarcatosi sulla corazzata Roma (nuova sua nave ammiraglia) fu raggiunto dalla telefonata dell'ammiraglio De Courten che lo esortò a tenersi pronto per «l'ultima battaglia»
 e di concentrare la flotta a La Maddalena più vicina al teatro della battaglia.
Intanto la squadra agli ordini di Bergamini di stanza a La Spezia stava preparando i motori per il trasferimento a La Maddalena. Intorno alle ore 18:00 Bergamini convocò sulla propria nave i comandanti delle altre navi da lui dipendenti informandoli che attendeva ordini precisi, quando alle 18:30 fu intercettato il messaggio del generale Eisenhower che comunicava l'entrata in vigore dell'armistizio, confermato un'ora circa dopo da Badoglio. Bergamini comunicò ai propri comandanti che in nessun caso le navi avrebbero dovuto cadere «in mano straniera» e piuttosto di auto-affondarle in alti fondali ma in zone adatte a «consentire la sicura salvezza del personale, che per ordine del re non doveva sacrificarsi»".
Alle ore 20 giunse da Radio Malta il comunicato in inglese di uscire dai porti e di portare tutte le navi, in grado di salpare, nei porti Alleati. Bergamini ebbe un altro colloquio telefonico con il vice capo di Stato Maggiore Luigi Sansonetti che tentò inutilmente di convincerlo a portare la flotta a Malta, intervenuto poi il ministro De Courten accettò la proposta di condurla nel porto dell'isola della Maddalena come prevedevano gli ordini precedentemente ricevuti prima della notizia dell'armistizio dove erano già stati predisposti gli ormeggi e dove avrebbe ricevuto ulteriori ordini.
Bergamini insorse ribadendo che non avrebbe mai consegnato la flotta a Malta. De Courten cercò di rassicurarlo spiegando che le clausole armistiziali non prevedessero comunque la cessione delle navi..
Bergamini: Innanzitutto desidero sapere perché sono stato tenuto all'oscuro di quanto si stava tramando alle nostre spalle. Ancora ieri ci sono stati fatti altri discorsi. Lì a Roma vi siete dimenticati quali responsabilità tecniche e morali ha il comandante della Flotta. Qui la situazione è confusa. L'orientamento generale è per l'affondamento.
Sansonetti: È una soluzione gravissima contro gli interessi della patria la cui responsabilità ricadrà sul comandante della Flotta...
Bergamini: Per questo motivo chiedo di parlare con il ministro e capo di Stato Maggiore che, ancora a mezzogiorno, mi ha confermato l'ordine di tenermi pronto a partire per l'ultima battaglia
Sansonetti: Riferirò.
//
De Courten: Sansonetti mi riferisce che alla Spezia vi sono difficoltà. Posso comprenderle ed anche giustificarle. Del resto anch'io, che sono il ministro e il capo di S.M. della Marina, solo due ore fa ho appreso per la prima volta che l'armistizio era stato firmato. Non siamo stati mai consultati. Ma ormai, visto come si sono messe le cose, non resta altro da fare che eseguire gli ordini. Sansonetti ha già predisposto tutto. La Flotta deve trasferirsi a Malta. Non è previsto né il disarmo né l'abbassamento della bandiera. Quindi mi pare...
Bergamini: Ripeto quanto ho già detto a Sansonetti. Lo stato d'animo degli ammiragli e dei comandanti che ho sentito nel pomeriggio è orientato verso l'affondamento delle navi. e anch'io...
De Courten: Ma se il comandante della Flotta non se la sente di eseguire gli ordini, è autorizzato a lasciare il comando, è un modo per risolvere i suoi problemi di coscienza.
Bergamini: Non ci sono precedenti di un comandante che abbandona i propri marinai nel momento del pericolo. Questo è un invito che devo respingere.
De Courten: Il dovere più grave è quello di adempiere a qualunque costo le condizioni di armistizio perché questo sacrificio potrà portare in avvenire grande giovamento al Paese. La Flotta deve assolutamente lasciare La Spezia. Occorre sottrarre le navi al pericolo di un attacco da parte dei tedeschi e gli equipaggi dall'influenza dell'ambiente terrestre; occorre anche evitare le ripercussioni di eventuali discussioni fra marinai, ufficiali e comandanti. Ripeto che la decisione di accettare l'armistizio è stata presa dal re - con il quale ho parlato un'ora fa - che è stato confortato dal parere del grande ammiraglio Thaon di Revel. Secondo le clausole dell'armistizio, ripeto, le navi non devono ammainare la bandiera né saranno cedute. Devono solo trasferirsi a Malta, poi si vedrà. Tuttavia Ambrosio, il capo di Stato Maggiore generale, mi ha assicurato d'aver chiesto agli anglo-americani che la Flotta per motivi tecnici possa trasferirsi alla Maddalena. Quindi intanto esci dalla Spezia, come avevamo del resto concordato ieri. E fino a questo punto mi pare che non ci siano difficoltà. Poi, una volta in mare, la Flotta riceverà altri ordini con la speranza che nel frattempo gli Alleati accolgano la variante della Maddalena al posto di Malta. Alla Maddalena tutto è pronto per l'ormeggio delle navi. Capisco, è un brutto momento, ma tutti dobbiamo fare il proprio dovere. Tutti dobbiamo fare qualcosa.
Bergamini: D'accordo. Esco stanotte con tutte le navi e mi dirigo alla Maddalena in attesa di nuovi ordini.»
Al termine della telefonata Bergamini confidò al CV Nicola Bedeschi, comandante della XXI squadriglia cacciatorpediniere, la propria indisponibilità a consegnare la flotta, al massimo a portarsi in un porto neutrale:
(Bergamini rivolto al comandante Bedeschi subito dopo la drammatica telefonata intercorsa con il ministro De Courten)
Lo stesso De Courten ricordò nelle sue memorie che Bergamini aveva inoltre specificato che "«lo stato d'animo degli ammiragli e dei comandanti in sottordine, che egli aveva convocato non appena reso noto alla radio l'armistizio, erano unanimemente orientati verso l'autoaffondamento delle navi»" e l'ammiraglio Luigi Sansonetti confermò che più volte l'ammiraglio Bergamini aveva ribadito di non essere intenzionato ad accettare una resa senza aver neppure mai combattuto. Alle 22:00 Bergamini convocò nuovamente gli altri comandanti informandoli che si era già proceduto a sbarcare il personale tedesco e avvertendoli di tenersi pronti per il momento della partenza verso La Maddalena.

### La partenza da La Spezia

Il percorso della flotta italiana al comando di Bergamini

Nella notte arrivarono gli ordini da Roma e la flotta uscì da Spezia alle 3:40 del 9 settembre per raggiungere La Maddalena, dove avrebbe trovato i documenti armistiziali e gli ordini per il porto di destinazione finale in una zona controllata dagli alleati e lì avrebbe deciso il da farsi. Appena in alto mare Bergamini impartì l'ordine agli altri comandanti di opporre resistenza ad oltranza ad eventuali tentativi di impossessarsi delle navi sia da parte tedesca sia da parte anglo-americana. Il mattino dopo, mentre la flotta era in navigazione fu avvistata da un ricognitore britannico che comunicò che la squadra, in contrasto con gli ordini ricevuti non aveva issato le bandiere nere in segno di sottomissione e non erano stati dipinti sui ponti i cerchi neri di riconoscimento per gli aerei. Nella mattinata la flotta fu avvistata da altri quattro ricognitori britannici che però si mantennero a distanza di sicurezza. Alle 13:00 circa, giunta in vista dell'Asinara, la flotta si dispose per l'ingresso a La Maddalena, ma alle ore 14:37, in prossimità delle Bocche di Bonifacio, gli viene comunicato che La Maddalena era stata occupata dai tedeschi e gli fu quindi ordinato di invertire la rotta e dirigersi su Bona in Algeria alle 14:41. Bergamini diede quindi ordine di invertire la rotta di 180 gradi.
Nel frattempo il comando tedesco, informato della partenza della flotta italiana da La Spezia e dell'armistizio diede ordine di attaccare le navi italiane che si stavano andando a consegnare ai nemici. La flotta guidata da Bergamini fu intercettata al largo dell'isola dell'Asinara, da alcuni bombardieri tedeschi Dornier Do 217 che si erano levati in volo da Istres in Francia. La Roma, forse danneggiata ai timoni, non riusciva a manovrare per evitare le bombe e, centrata da bombe teleguidate FX-1400 sganciate dal maggiore Bernhard Jope, dopo essersi inclinata si capovolse per poi spezzarsi in due tronconi, infine colò a picco nel giro di tre quarti d'ora. L'ammiraglio Bergamini si inabissò con la nave e con lui persero la vita il comandante Adone Del Cima, e tutto il suo stato maggiore, nonché gran parte dell'equipaggio, per un totale di 1.393 vittime. L'ammiraglio Bergamini fu decorato con la medaglia d'oro al valor militare alla memoria.

## Le onorificenze
Ottenne inoltre una promozione ad ammiraglio d'armata alla memoria.

## Riconoscimenti
Nel dopoguerra una fregata e una classe della Marina Militare sono state nominate in onore dell'ammiraglio Bergamini. La nave costruita nei cantieri di Monfalcone è stata in servizio nella Marina Militare dal 1962 al 1983 e faceva parte dell'omonima classe, le cui unità dopo essere state inizialmente classificate come corvette veloci, sono state le prime unità scorta al mondo ad avere attrezzature per l'imbarco e il ricovero di elicotteri antisom.
Anche attualmente una delle nuove fregate europee multi-missione e la sua classe italiana sono intitolate a Carlo Bergamini. La nave, in allestimento nello stabilimento della Fincantieri del Muggiano, è stata varata a Riva Trigoso il 16 luglio 2011 ed è entrata in servizio il 29 maggio 2013.
In occasione del 10º anniversario della sua scomparsa il 9 ottobre 1953, una lapide è stata posta sulla sua casa natale a San Felice sul Panaro.

## Curiosità
Il figlio dell'Ammiraglio Bergamini, Pier Paolo (Roma, 1920-2019), ha narrato la sua esperienza nella Regia Marina durante la seconda guerra mondiale, in cui era allievo dell'Accademia navale, in un documentario dal titolo Mio padre, il mare, i deserti diretto da Claudio Costa. Nel documentario Pier Paolo Bergamini racconta che incontrò il padre alcuni giorni prima del tragico viaggio della corazzata Roma. Venne a sapere della morte del padre solo alcuni giorni dopo.